# Notre-Dame de Paris (film, 1923)
Pour les articles homonymes, voir Notre-Dame de Paris.
Pour plus de détails, voir Fiche technique et Distribution.
Notre-Dame de Paris ou Le Bossu de Notre-Dame (The Hunchback of Notre Dame) est un film muet américain réalisé par Wallace Worsley et sorti en 1923. Le rôle principal est tenu par Lon Chaney, et le reste de la distribution comprend Patsy Ruth Miller, Norman Kerry, Nigel De Brulier, et Brandon Hurst. Le scénario est écrit par Perley Poore Sheehan et Edward T. Lowe Jr. à partir du roman éponyme de Victor Hugo, publié en 1831, dont il s'agit de la septième adaptation cinématographique.
Produit par Carl Laemmle et Irving Thalberg et distribué par Universal Pictures, le film est le « super joyau » du studio de 1923 et son plus grand succès du cinéma muet avec des recettes de 3,5 millions de dollars. Il fait sa première le 2 septembre 1923 au Astor Theatre de New York avant de sortir en salles le 6 septembre. Il se distingue par ses grands décors qui rappellent le Paris du XVe siècle ainsi que par la performance et le maquillage de Chaney dans le rôle du torturé sonneur de cloches bossu Quasimodo. Le film fait de lui, alors qu'il est déjà à l'époque un acteur très connu, une star à part entière à Hollywood, et contribue également à établir une norme pour de nombreux films d'horreur ultérieurs, dont Le Fantôme de l'Opéra (1925) avec Chaney.
En 1951, le film tombe dans le domaine public aux États-Unis parce que les détenteurs des droits d'auteur ont négligé de les renouveler dans la 28e année suivant sa sortie. Actuellement, le film est disponible en Blu-ray et DVD, bien que les éditions existantes (toutes copiées à partir de sources 16 mm) manquent tous d'au moins 15 minutes de séquences qui figuraient dans le tirage original en 35 mm de 1923.

## Synopsis

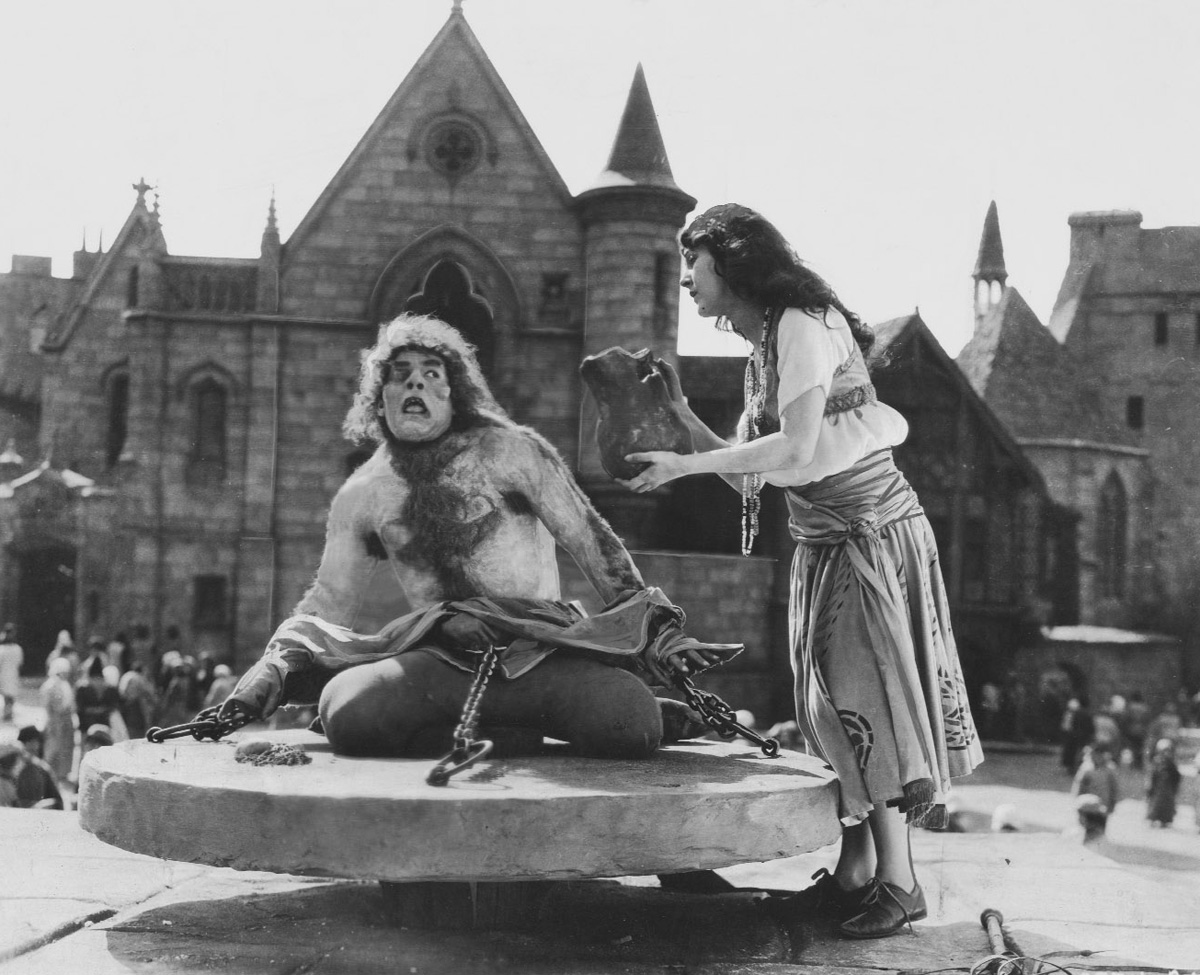
Image publicitaire pour le film.

Dans le Paris du XVe siècle, la gitane Esméralda danse sur le parvis de Notre-Dame. Sa beauté bouleverse Jehan, frère de l'archidiacre de la cathédrale. Jehan décide de l'enlever avec l'aide de Quasimodo mais elle est sauvée par une escouade d'archers commandée par Phoebus de Châteaupers. Ce dernier, sensible à la beauté de la Gitane, l'invite dans une auberge. Esmeralda réussi à s'échapper mais Quasimodo est fait prisonnier et condamné à recevoir vingt coups de fouet en place publique. Il réclame à boire et c'est Esméralda, dont il est secrètement amoureux, qui lui donne de l'eau fraîche. Phoebus est fiancé à Fleur-de-Lys mais, séduit par la Gitane, il lui donne rendez-vous. Jehan, qui les a suivis, poignarde Phoebus.
Accusée de meurtre, Esméralda avoue sous la torture les faits de meurtre et de sorcellerie qui lui sont reprochés. Jehan lui propose de sauver sa vie si elle cède à ses désirs. Elle refuse. On va la pendre sur le parvis mais avant d'exécuter la sentence elle doit aller faire amende honorable à Notre-Dame de Paris pour expier ses péchés. Quasimodo s'empare d'elle et l'emmène dans la cathédrale où le droit d'asile la met à l'abri. Il la porte dans la pièce où il loge en haut de la cathédrale.
Durant ce temps les gueux de la Cour des miracles rassemblés par leur roi Clopin, assiègent la cathédrale et tentent d'y pénétrer. Quasimodo projette sur les insurgés des blocs de pierre et du plomb fondu. Jehan a réussi à parvenir près de Esméralda et tente de la violer. Entre-temps Phoebus a été prévenu par le poète Gringoire qui lui apporte un message d'Esméralda apeurée. Phoebus alerte la garnison. Quasimodo, abandonnant ses jets de projectiles, revient vers la Gitane et se bat avec Jehan qui, avant d'être projeté dans le vide, poignarde mortellement le bossu.

## Fiche technique
- Titre : Notre-Dame de Paris
- Titre original : The Hunchback of Notre Dame
- Réalisation : Wallace Worsley, assisté de William Wyler et Robert Wyler
- Scénario : Edward T. Lowe Jr. et Perley Poore Sheehan, d'après le roman de Victor Hugo
- Photographie : Robert Newhard (et divers non crédités, dont Virgil Miller et Charles J. Stumar)
- Musique : Heinz Roemheld et Carl Edouarde
- Montage : Edward Curtiss, Maurice Pivar et Sydney Singerman
- Producteurs : Carl Laemmle et Irving Thalberg
- Société de production : Universal Pictures
- Société de distribution : Universal Pictures
- Pays d’origine : États-Unis
- Format : Noir et blanc - 35 mm - 1,37:1 - Mono
- Genre : Film dramatique
- Durée : 115 minutes (1 h 55)
- Dates de sortie :
  - États-Unis : 6 septembre 1923
  - France : 30 mai 1924 (Paris)

## Distribution
- Lon Chaney : Quasimodo
- Patsy Ruth Miller : Esmeralda
- Brandon Hurst : Jehan
- Nigel De Brulier : don Claudio
- Norman Kerry : Phœbus de Châteaupers
- Ernest Torrence : Clopin
- Raymond Hatton : Gringoire
- Tully Marshall : Louis XI
- Eulalie Jensen : Marie
- Gladys Brockwell : Sœur Gudule
- Harry von Meter : M. Neufchâtel
- Ray Myers : assistant de Charmolue
- Nick De Ruiz : Monsieur le Torterue

Acteurs non crédités
- Cesare Gravina : rôle indéterminé
- Harry Holman : le gros homme avec Clopin
- George MacQuarrie : rôle indéterminé

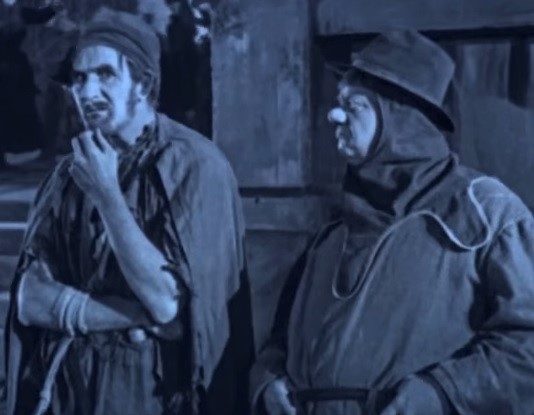
Harry Holman(à d.) avec Ernest Torrence (à g.), dans Notre-Dame de Paris (1923)

## Production

### Genèse
Irving Thalberg est à l'origine du projet du Notre-Dame de Paris, il s'agit de la première production qu'il impulse chez Universal Pictures. Thalberg persuade Carl Laemmle d'engager un gros budget de 1,5 million de dollars pour l'époque,. Thalberg s'implique dans le projet.

### Scénario

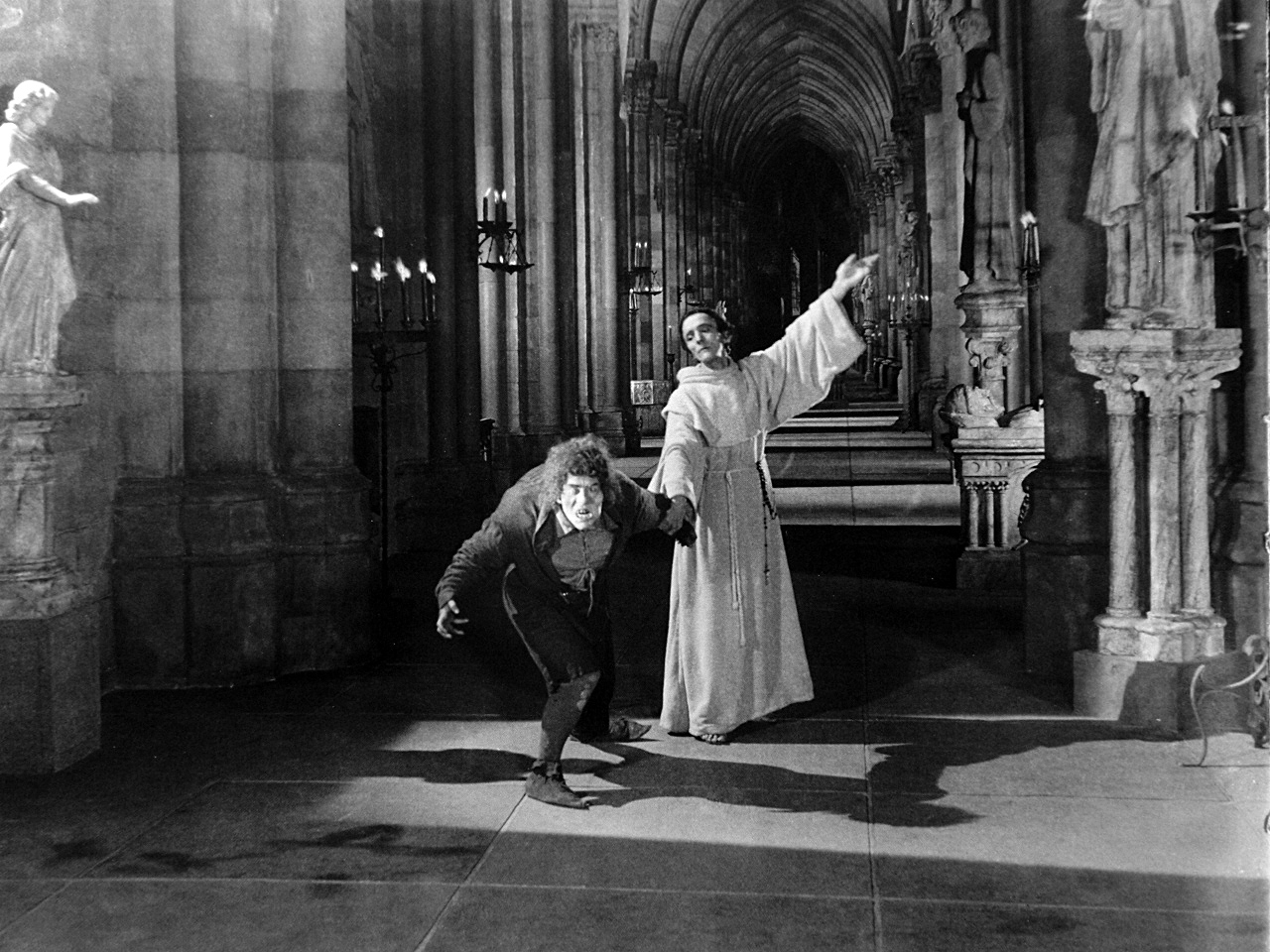
L'une des scènes du film dans la cathédrale.

Les scénaristes ont pris de grandes libertés par rapport au roman. Ici c'est Jehan, frère cadet de Claude Frollo, personnage secondaire dans le roman, qui tente de séduire Esméralda. En réalité c'est l'archidiacre Claude Frollo qui tombe amoureux d'elle, lui fait interdire le parvis et tente de l'enlever avec l'aide de Quasimodo, être difforme qu'il a élevé. Ne pouvant arriver à ses fins il la dénonce pour sorcellerie. Elle sera pendue et Claude Frollo, assistant du haut de la tour à l'exécution, sera précipité dans le vide par Quasimodo. Peut-être que, pour ne pas choquer l'Église, les scénaristes n'ont-ils pas osé de faire de l'homme d'église le « méchant ».
Dans le roman, Esméralda est pendue et ses restes emmenés au charnier de Montfaucon où, après avoir projeté Frollo dans le vide, Quasimodo se laissera mourir près du corps de celle qu'il aimait. Dans le film la fin n'est pas tragique et nous avons un happy end.

### Distribution et maquillage
Carl Laemmle, directeur d'Universal Pictures, engage, pour tenir le rôle de Quasimodo, Lon Chaney, acteur, mime, acrobate, danseur, qui avait déjà tourné avec Wallace Worsley. Chaque jour de tournage, durant quatre heures, Lon Charney se grimait et ajustait ses prothèses d'être difforme, une trentaine de kilo au total (18 kilo pour la bosse et 15 pour sa fausse poitrine). Chaney est grimé pour le visage à l'aide d'arcades sourcilières en coton et de collodion. Il a un œil difforme.

### Tournage et décors
Les décors reconstituant la cathédrale, son parvis et les rues adjacentes étaient implantés sur dix hectares de terrain. Ils ont brûlé accidentellement en 1967. Le film a coûté un million et demi de dollars et duré six mois. 2000 figurants ont participé aux nombreuses scènes de foule.

### Conservation du film
L'immense succès du film en a fait un film maudit, toutes les copies ayant souffert. En 1947, un patron d'Universal a décidé de détruire tous les négatifs des films muets. En 2005 le restaurateur américain David Shepard retrouva une copie intacte, intégrale et teintée. Cette version a été présentée sur la chaîne de télévision Arte en septembre 2008. Un DVD est édité sous le label Arte.